# Gjin III Muzaka
Gjin III Muzaka (of Gjon Muzaka), (?-1510) was een Albanese prins uit het adellijk geslacht Muzaka. Hij was de laatste heerser van deze dynastie na de Ottomaanse veroveringen van Albanië.

## Biografie
Gjin III stamde af van de adellijke familie Muzaka uit centraal Albanië. Hij was een zoon van van Gjin II Muzaka en Chiranna Matranga. Na de dood van Skanderbeg in 1468 verkreeg Gjin III heerschappij over Berat, dat eerder door Skanderbeg was veroverd. De heerschappij van Gjin III duurde niet lang, de stad zou in 1479 veroverd worden door de Ottomanen. De wens van sultan Mehmet II aan Gjin III om zich tot de islam te bekeren werd geweigerd. Toen Gjin werd gewaarschuwd dat de Venetianen hem aan de Ottomanen wilden overhandigen, vluchtte hij naar het Koninkrijk Napels, waar koning Ferdinand I van Napels hem een leenstelsel beloofde. Van die beloftes kwamen echter niet veel. Gjin III verdeelde het gebied in Berat over zijn drie zoons, in de hoop dat als Berat terugveroverd zou worden, zijn kinderen aanspraak zouden maken op het gebied.